# Álvaro de Luna (Schauspieler)
Álvaro de Luna Blanco (* 10. April 1935 in Madrid; † 2. November 2018 ebenda) war ein spanischer Schauspieler.

## Leben
De Luna studierte zunächst Medizin, bevor er sich dem Schauspielerberuf zuwandte. Seinen ersten Fernsehauftritt hatte er 1961 in der Serie Poly und spielte seither über 150 Rollen für den kleinen Schirm und die große Leinwand. Darüber hinaus war er in seinen frühen Jahren auch als Stuntman aktiv und in späteren Jahren auch auf der Bühne zu sehen. Seine bekannteste Rolle spielte er als El Algarrobo in der Fernsehserie Curro Jimenez. 2008 war de Luna für den Goya nominiert; Anlass war seine Leistung in El prado de las estrellas.
Er war einer der Begründer der Plataforma para el Apoyo de Zapatero, in der sich Künstler und Sportler für José Luis Rodríguez Zapatero engagierten.

## Filmografie (Auswahl)
- 1961: Poly (Fernsehserie)
- 1963: Einer rechnet ab (Los cuatreros)
- 1963: Das Geheimnis der Scaramouche (La máscara de Scaramouche)
- 1964: Schnelle Colts für Jeannie Lee (Sfida a Rio Bravo)
- 1964: Die 7 aus Texas (Antes llega la muerte)
- 1965: Pistoleros (All'ombra di una colt)
- 1965: Unser Mann aus Istanbul (Operación Estambul)
- 1966: Arizona Colt (Arizona Colt)
- 1966: Joe Navidad
- 1966: Ein Mann wie Kid Rodelo (Kid Rodelo)
- 1966: Rembrandt 7 antwortet nicht
- 1967: Fedra West
- 1967: Die Grausamen (I crudeli)
- 1967: Die schmutzigen Dreizehn (Quindici forche per un assassino)
- 1967: Der Tod ritt dienstags (I giorni dell'ira)
- 1968: Die gefürchteten Zwei (Il mercenario)
- 1970: Arriva Garringo (Reza por tu alma… y muere)
- 1970: Laßt uns töten, Companeros (Vamos a matar, compañeros)
- 1970: … und Santana tötet sie alle (Un par de asesinos)
- 1974: Mörder-Roulette (El clan de los inmorales)
- 1976–1978: Curro Jimenez (Fernsehserie)
- 1981: La venganza del Lobo Negro
- 1989–1992: Eurocops (Fernsehserie)
- 1991–1994: Farmacia de guardia (Fernsehserie)
- 2002: Carols Reise (El viaje de Carol)
- 2007: El prado de las estrellas